# Baniwa de l'Içana
Le baniwa de l'Içana (ou baniwa de l'Içana-kurripako, curripaco) est une langue arawakienne du Nord parlée au Brésil, en Amazonie, le long de la rivière Içana, de ses affluents et du Río Negro, ainsi que dans les régions proches de Colombie et du Venezuela par 3 000 à 4 000 personnes (au milieu des années 1990).

## Phonologie
Les tableaux présentent la phonologie du baniwa de l'Içana.

### Voyelles
|         | Antérieure    | Centrale      | Postérieure   |
| ------- | ------------- | ------------- | ------------- |
| Fermée  | i [i] iː [iː] |               | u [u] uː [uː] |
| Moyenne | e [e] eː [eː] |               |               |
| Ouverte |               | a [a] aː [aː] |               |

Toutes les voyelles peuvent être longues.

### Consonnes
|              |             | Bilabiales | Alvéolaires | Alvéolaires | Dorsales | Dorsales | Glottales |
| ------------ | ----------- | ---------- | ----------- | ----------- | -------- | -------- | --------- |
| Centrales    | Latérales   | Bilabiales | Palatales   | Vélaires    |          |          | Glottales |
| Occlusives   | Simples     | p [p]      | t [t]       |             |          | k [k]    | ʔ [ʔ]     |
| Occlusives   | Aspirées    | ph [pʰ]    | th [tʰ]     |             |          | kh [kʰ]  |           |
| Occlusives   | Sonores     | b [b]      | d [d]       |             |          | g [g]    |           |
| Fricatives   | Sourdes     |            |             |             | ʃ [ʃ]    |          | h [h]     |
| Fricatives   | Sonores     |            |             |             | ʒ [ʒ]    |          |           |
| Affriquées   | Sourdes     |            | ts [ts]     |             | tʃ [tʃ]  |          |           |
| Affriquées   | Sonores     |            | dz [dz]     |             |          |          |           |
| Liquides     | Simples     |            |             | ɻ [ɻ]       |          |          |           |
| Liquides     | Aspirées    |            |             | hɻ [ʰɻ]     |          |          |           |
| Nasales      | Simples     | m [m]      | n [n]       |             | ñ [ɲ]    |          |           |
| Nasales      | Préaspirées | hm [ʰm]    | hn [ʰn]     |             | hñ [ʰnʲ] |          |           |
| Semi-voyelle | Simples     | w [w]      |             |             | y [j]    |          |           |
| Semi-voyelle | Aspirées    | hw [hʷ]    |             |             |          |          |           |